# マネキン (FLOWER FLOWERの曲)
「マネキン」は、日本のロックバンド・FLOWER FLOWERの楽曲。同バンド2枚目のシングルとして2017年8月2日にソニー・ミュージックレーベルズの内部レーベルであるソニー・ミュージックレコーズのロック部門レーベル・gr8!recordsからCDがリリースされた。

## 解説
前作「宝物」から約11か月ぶりのリリースとなるシングル。2017年6月に約3年半ぶりとなるライブで初披露された表題曲「マネキン」とカップリング曲「ドラマ」の2曲を収録。表題曲「マネキン」には、バンドとしては初となるメンバー出演のミュージック・ビデオが制作された。
シングルは初回生産限定盤と通常盤の2形態でのリリースとなる。初回限定盤はCD2枚組仕様で、2013年10月に東京・渋谷 CLUB QUATTROで開催された自主企画「インコの群れ」東京公演のライブ音源が収められる。

## 収録曲

### 曲解説
1. マネキン
けだるい雰囲気の中に、今を斬る鋭いメッセージのこもった曲。
2. ドラマ
マネキンとは対極的ともいえるFLOWER FLOWERの大人な一面が垣間見られる曲。

### 収録内容
| 全作詞: yui、全編曲: FLOWER FLOWER。 |              |           |               |      |
| #                                    | タイトル     | 作詞      | 作曲          | 時間 |
| 1.                                   | 「マネキン」 | yui       | yui           | 5:32 |
| 2.                                   | 「ドラマ」   | yui       | FLOWER FLOWER | 4:50 |
| 合計時間:                            | 合計時間:    | 合計時間: | 10:22         |      |

| #  | タイトル                                        | 作詞 | 作曲・編曲 |
| -- | ----------------------------------------------- | ---- | ---------- |
| 1. | 「神様 Live at SHIBUYA CLUB QUATTRO」           |      |            |
| 2. | 「素晴らしい世界 Live at SHIBUYA CLUB QUATTRO」 |      |            |
| 3. | 「バイバイ Live at SHIBUYA CLUB QUATTRO」       |      |            |